# Молочай Сеґ'є
Молочай Сеґ'є, молочай Сегієрів примітка (Euphorbia seguieriana) — вид трав'янистих рослин з родини молочайні (Euphorbiaceae), поширений у Європі й на схід в Азію до зх. Сибіру, пн.-зх. Китаю й пн. Пакистану.

## Опис
Багаторічна рослина 15–60 см. Листки лінійні або лінійно-ланцетні, 1.5–6 мм завширшки, з 3 серединними жилками (з них добре помітна лише середня, а обидві бічні малопомітні).

## Поширення
Поширений у Європі крім півночі й на схід в Азію до пд. зх. Сибіру, пн.-зх. Китаю й пн. Пакистану.
В Україні вид зростає на пісках, відслоненнях, У степах — на всій території крім Карпат і гірського Криму.